# Lijst van nummer 1-hits in Noorwegen in 2008
Deze hits stonden in 2008 op nummer 1 in de VG-lista, de bekendste hitlijst in Noorwegen.
| Week | Artiest                     | Titel                      |
| ---- | --------------------------- | -------------------------- |
| 1    | Madcon                      | Beggin'                    |
| 2    | Madcon                      | Beggin'                    |
| 3    | Madcon                      | Beggin'                    |
| 4    | Madcon                      | Beggin'                    |
| 5    | Madcon                      | Beggin'                    |
| 6    | Leona Lewis                 | Bleeding Love              |
| 7    | Leona Lewis                 | Bleeding Love              |
| 8    | Maria Mittet                | Hold On, Be Strong         |
| 9    | R.E.M.                      | Supernatural Superserious  |
| 10   | R.E.M.                      | Supernatural Superserious  |
| 11   | Adele                       | Chasing Pavements          |
| 12   | Adele                       | Chasing Pavements          |
| 13   | Madonna & Justin Timberlake | 4 Minutes                  |
| 14   | Madonna & Justin Timberlake | 4 Minutes                  |
| 15   | Madonna & Justin Timberlake | 4 Minutes                  |
| 16   | Duffy                       | Mercy                      |
| 17   | Duffy                       | Mercy                      |
| 18   | Duffy                       | Mercy                      |
| 19   | Kurt Nilsen                 | Lost Highway               |
| 20   | Madonna & Justin Timberlake | 4 Minutes                  |
| 21   | Espen Lind                  | Scared of Heights          |
| 22   | Erlend Bratland             | Lost                       |
| 23   | Erlend Bratland             | Lost                       |
| 24   | Erlend Bratland             | Lost                       |
| 25   | Erlend Bratland             | Lost                       |
| 26   | Erlend Bratland             | Lost                       |
| 27   | Erlend Bratland             | Lost                       |
| 28   | Jason Mraz                  | I'm Yours                  |
| 29   | Jason Mraz                  | I'm Yours                  |
| 30   | Jason Mraz                  | I'm Yours                  |
| 31   | Jason Mraz                  | I'm Yours                  |
| 32   | Jason Mraz                  | I'm Yours                  |
| 33   | Jason Mraz                  | I'm Yours                  |
| 34   | Marit Larsen                | If a Song Could Get Me You |
| 35   | Marit Larsen                | If a Song Could Get Me You |
| 36   | Metallica                   | The Day That Never Comes   |
| 37   | MGMT                        | Kids                       |
| 38   | Katy Perry                  | I Kissed a Girl            |
| 39   | Gabriella Cilmi             | Sweet About Me             |
| 40   | Erlend Bratland             | Still Water                |
| 41   | Erlend Bratland             | Still Water                |
| 42   | The Killers                 | Human                      |
| 43   | Britney Spears              | Womanizer                  |
| 44   | Britney Spears              | Womanizer                  |
| 45   | Beyoncé                     | If I Were a Boy            |
| 46   | Beyoncé                     | If I Were a Boy            |
| 47   | Guns N' Roses               | Chinese Democracy          |
| 48   | Beyoncé                     | If I Were a Boy            |
| 49   | Beyoncé                     | If I Were a Boy            |
| 50   | The BlackSheeps             | Oro Jaska, Beana           |
| 51   | Beyoncé                     | If I Were a Boy            |
| 52   | Beyoncé                     | If I Were a Boy            |